# Поуис
Эта статья посвящена административной единице современного Уэльса. О средневековом королевстве см. Королевство Поуис
Поуис (англ. Powys [ˈpoʊ.ɪs] или [ˈpaʊ.ɪs], валл. Powys [ˈpowɪs]) — унитарная административная единица (округ) Уэльса со статусом графства (англ. county).
Унитарная единица образована Актом о местном управлении 1994 года путём объединения территорий районов Брекнокшир, Радноршир и Монтгомеришир, примерно совпадавших с территориями соответствующих традиционных графств, а также общин Лланрайадр-им-Мохнант, Ллансилин и Ллангедуин из района Глиндуйр.
Округ расположена в среднем Уэльсе и граничит с округами Гуинет, Денбишир и Рексем на севере, Кередигион и Кармартеншир на западе, Нит-Порт-Толбот, Ронта-Кинон-Тав, Мертир-Тидвил, Кайрфилли, Блайнай-Гвент и Монмутшир — на юге.
Основными городами округа являются: Брекон, Лландриндод-Уэлс, Буилт-Уэлс и Ньютаун.